# Spathiphyllum buntingianum
Spathiphyllum buntingianum är en kallaväxtart som beskrevs av Thomas Bernard Croat. Spathiphyllum buntingianum ingår i släktet Spathiphyllum och familjen kallaväxter. Inga underarter finns listade.